# زنبق توبرخنی
زنبق توبرخنی (نام علمی: Iris tubergeniana) نام یک گونه از سرده زنبق است.
نام این گل از شرکت «فان توبرخن» در هارلم هلند گرفته شده است.